# Phratora alternata
Phratora alternata – gatunek chrząszcza z rodziny stonkowatych i podrodziny Chrysomelinae.
Gatunek ten opisany został w 2007 roku przez Igora K. Łopatina.
Chrząszcz o podłużnie owalnym, silnie błyszczącym ciele długości około 3,6 mm. Ubarwiony metalicznie złotozielono z czerwonym pygidium i końcowym obrzeżeniem ostatniego sternitu odwłoka, smoliście brązowymi odnóżami, a czułkami czarnymi z czerwonymi: członem drugim, spodem pierwszego i nasadą trzeciego. Głowa o grubo i gęsto punktowanym nadustku. Boczne brzegi dwukrotnie szerszego niż długiego przedplecza są lekko zaokrąglone, a jego nasada jest nieobrzeżona. Przednia krawędź przedplecza głęboko wcięta, a przednie kąty silnie wystające. Lekko po bokach zaokrąglone pokrywy z regularnymi rzędami dużych i głębokich punktów. Samiec z rozwidlonym edeagusem.
Owad znany tylko z Gansu w Chinach.